# Paolo Di Giannantonio
Paolo Di Giannantonio (Roma, 17 marzo 1956) è un giornalista e conduttore televisivo italiano.

## Biografia
Comincia a lavorare nel dicembre 1974 come fattorino al quotidiano economico Il Fiorino. Successivamente lavora come archivista e correttore di bozze a Vita Sera. Diventa giornalista professionista nel 1980 con esame presso l'Ordine dei giornalisti e nel 1981 ottiene contratti di collaborazione con il Gr2 della Rai. Nel 1983 entra al TG1. È il figlio dell'ex parlamentare della Democrazia Cristiana, Natalino Di Giannantonio, già deputato per cinque legislature.
Nel 1992-1993 conduce Uno Mattina su Rai 1, con Puccio Corona e Livia Azzariti. In seguito passa alla conduzione del TG1, in particolare dell'edizione delle 13.30 (ha condotto la prima edizione della testata di Rai 1 del 2000).
Il 26 febbraio del 2010, nell'edizione del TG1 delle 13:30 da lui condotta, durante i titoli di testa e nell'introduzione del servizio diede la notizia dell'assoluzione dell'avvocato David Mills, invece che della prescrizione del reato commesso. Il servizio introdotto diede poi la notizia corretta. Ciò suscitò proteste sfociate anche in una raccolta di firme.
Un mese dopo viene allontanato dalla conduzione del TG1 (assieme ai colleghi Tiziana Ferrario e Piero Damosso). I consiglieri di minoranza della Rai parlano di «epurazione», ma il direttore Augusto Minzolini afferma che la decisione era stata presa molto tempo prima: «Ma quale epurazione, stiamo parlando di conduttori che lavorano da 28 anni, servono volti nuovi».. Tra il 2012 e il 2014 conduce la parte del TG1 nella nuova edizione di Unomattina insieme a Elisa Isoardi e Franco Di Mare.

## Controversie
Nel 1993, nell'ambito dell'inchiesta sulle note spese degli inviati della Rai, è stato destinatario di un avviso di garanzia per truffa e falso in bilancio, insieme a diversi altri colleghi giornalisti, da parte dei magistrati Francesco Misiani e Antonino Vinci dalla Procura della Repubblica di Roma. Secondo l'accusa i giornalisti indagati avevano "gonfiato" le note spese compilate al termine di una serie di missioni per coprire i servizi sulla guerra in Bosnia e l'operazione di pace in Somalia. A seguito di tali accertamenti la Rai ha inviato una lettera di licenziamento ai giornalisti Donato Bendicenti, Paolo Di Giannantonio e Massimo De Angelis. Successivamente il licenziamento è stato sospeso e l'inchiesta si è conclusa con l'archiviazione. Il caso suscitò una lunga eco sui media, e sfociò anche in Parlamento con diverse interrogazioni parlamentari.

## Programmi televisivi
- Unomattina (Rai 1, 1992-1993, 2012-2014)
- Italia sera (Rai 1, 1995-1996)
- TG1 (Rai 1, 1997-2010)